# Національний музей історії Молдови
Націона́льний музе́й істо́рії Молдо́ви (рум. Muzeul Național de Istorie a Moldovei) — історичний музей у столиці Республіки Молдова місті Кишиневі, головне зібрання історичних артефактів і матеріалів з історії Бесарабії, молдовської державності, видатних персоналій країни.

## Будівля музею

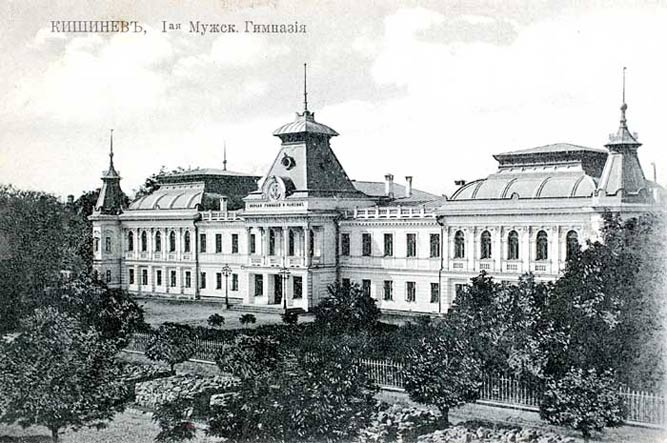
Будівля першої чоловічої гімназії Кишинева на старій листівці

Музей розташований в історичній будівлі чоловічої гімназії № 1, створеній за царату, а первинно — міської думи. Згодом тут розташовувалася середня школа для хлопчиків, у 1945—1963 рр. — загін прикордонників «Дністер», а в 1963—1977 рр. — технічний університет.
Значних пошкоджень будівлі завдав землетрус 1977 року. У 1980—1987 роки споруду перебудували.
Біля центрального входу до музею встановлена статуя вовчиці з Ромулом і Ремом (1926), що є подарунком Італії.

## Історія
Музейний заклад було створено 1 грудня 1983 року (як Державний музей історії МолдРСР) наказом Міністерства культури республіки від 19 серпня 1983 року за № 561 «Про перепрофілювання музеїв» (на підставі спільної постанови ЦК МолдРСР і Ради Міністрів МолдРСР від 29.11.1983 р. «Про використання пам'ятки історії — будівлі колишньої чоловічої гімназії в Кишиневі, де навчався С. Лазо»).
22 жовтня 1991 року наказом Міністерства культури Молдови № 231 «Щодо вдосконалення діяльності республіканських музеїв» Державний музей історії МолдРСР змінив назву на Національний музей історії Молдови.
У серпні 1990 року на першому поверсі музею була відкрита для відвідування Діорама «Яссько-Кишинівська операція», а в 1994 році в підвалі – виставка предметів з дорогоцінних металів «Скарбниця».
У 1989—1995 і 2006—2007 роках відбулася масова передача спадщини з ряду ліквідованих музеїв, таких як Республіканський музей дружби народів, Республіканський музей історії ВЛКСМ, Республіканський Музей Г. Котовського та С. Лазо", Республіканський музей історії релігії, Меморіальний музей болгарських добровольців тощо.
У 1997 році постійну історичну експозицію було переплановано за змістом, розміщенням і способом подання: вона розширилась на весь перший поверх, займаючи 6 кімнат площею 1 400 м². Хронологічні рамки виставки охоплюють період від палеоліту до кінця 1950-х. У 2006—2007 роках відбувалась нова перебудова постійної експозиції з наміром радикально змінити бачення та зміст експонатів, що представляють розділ праісторії та стародавньої історії. В основі цих змін лежать колекції, передані з колишнього Музею археології Академії наук Молдови.
15 березня 2013 року на підставі Постанови Уряду Республіки Молдова № 184 від 13 березня 2013 р. Національний музей археології та історії Молдови змінив назву на «Національний музей історії Молдови».

## Фонди, експозиція та структура
У теперішній час (станом на 2021 рік) Національний музей історії Молдови має 348 619 одиниць зберігання.
Музейну експозицію поділено на декілька частин:
- Археологія та Антична історія;
- Середньовічна історія;
- Історія Бессарабії;
- Сучасна історія;
- Дорогоцінності: відділ «Скарбниця».

Колекція Національного музею історії Молдови представляє велику історичну цінність: археологічні знахідки, документи, фотографії, нумізматика, предмети повсякденного побуту, декоративне та художнє мистецтво.
На території Республіки Молдова діють 5 філій Національного музею історії Молдови:
- Виставка військової техніки,
- Будинок-музей Щусєва (Кишинів),
- Меморіальний будинок Константина Стаматі (Окниця),
- Музей-садиба родини Лазо (П'ятра),
- Будинок-музей короля Карла XII (Варниця).[6]

## Галерея

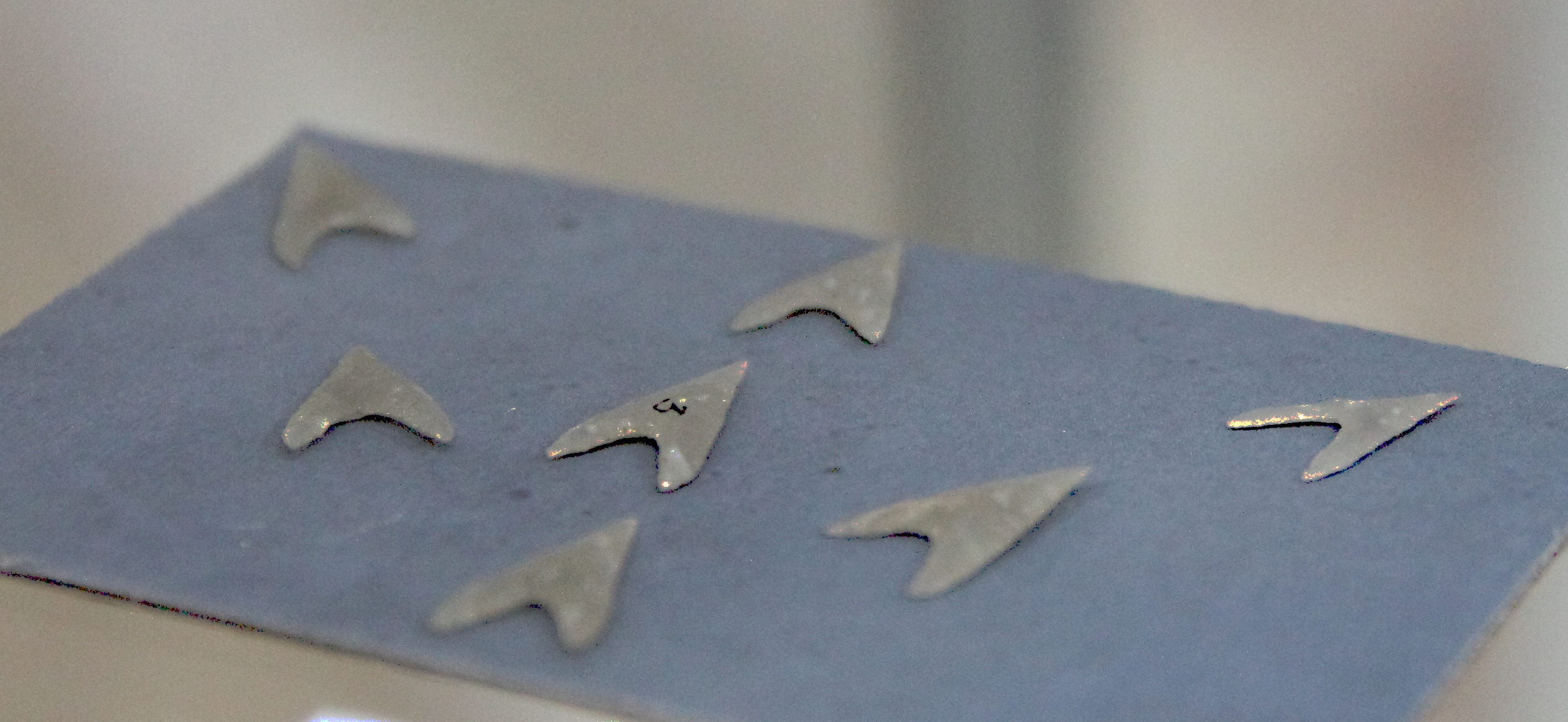
енеолітичні наконечники стріл з експозиції музею
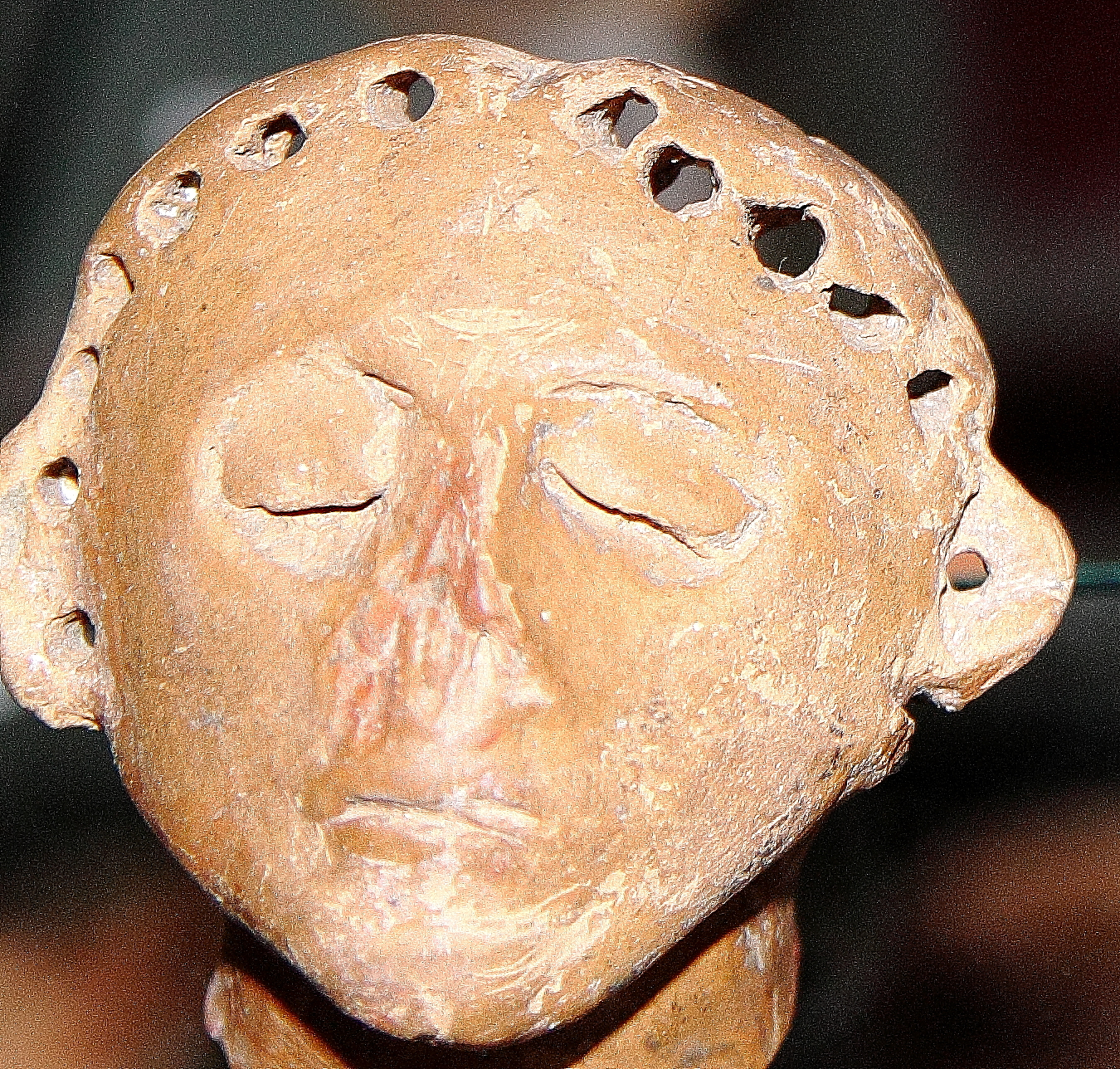
антропоморфна фігура голови сплячої богині періоду пізнього Кукутені-Трипілля
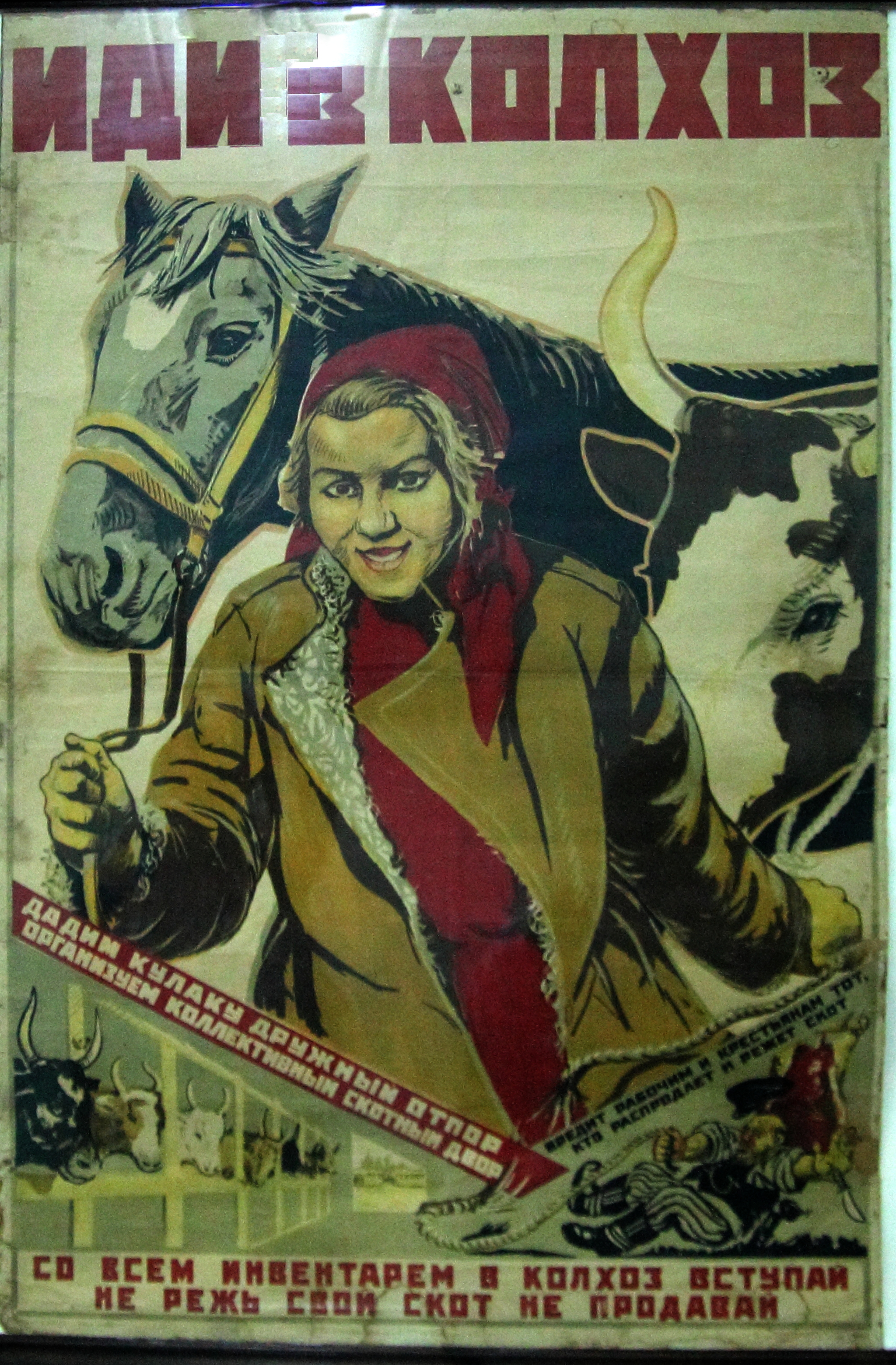
пропагандистський плакат періоду СРСР
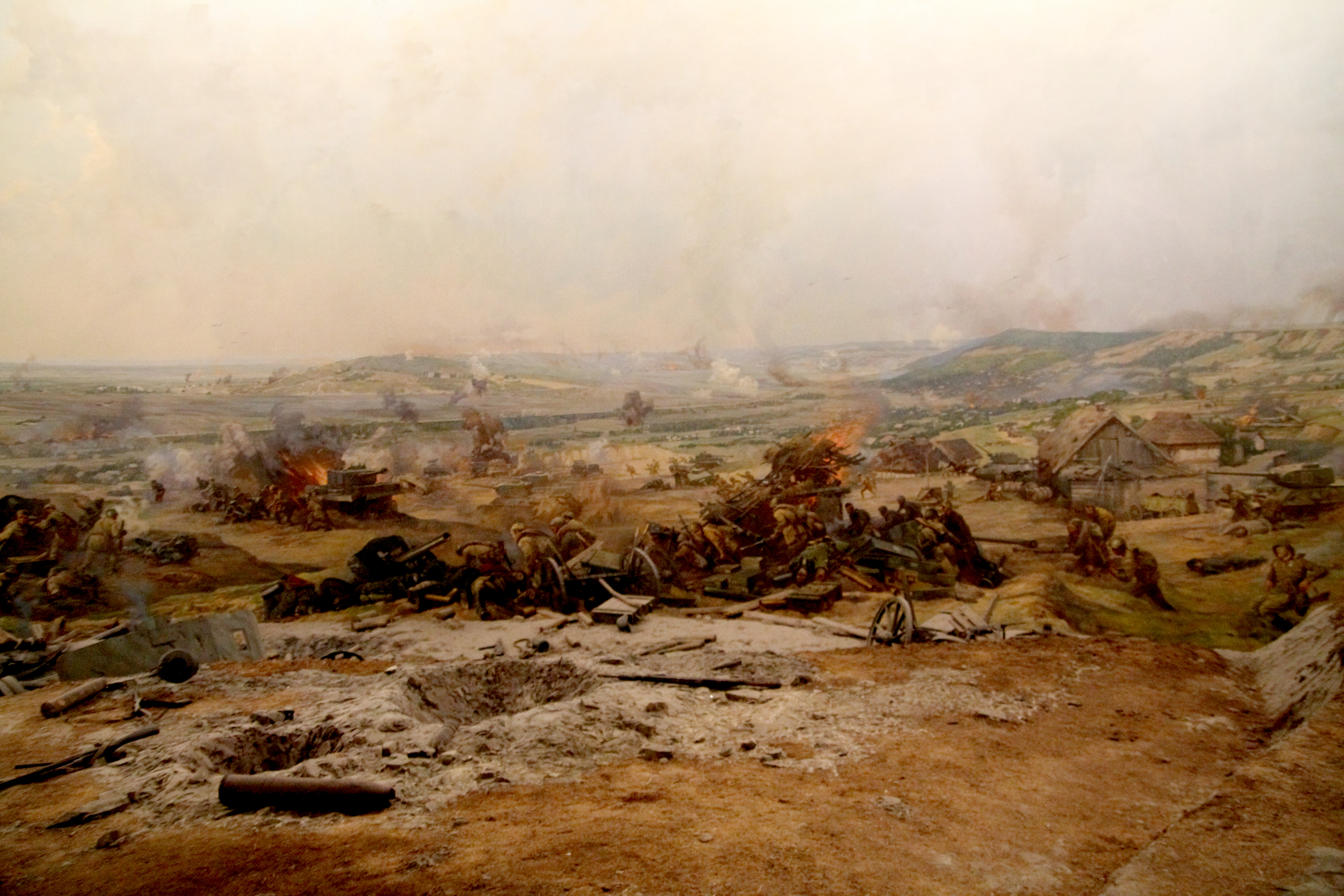
діорама «Яссько-Кишинівська операція»
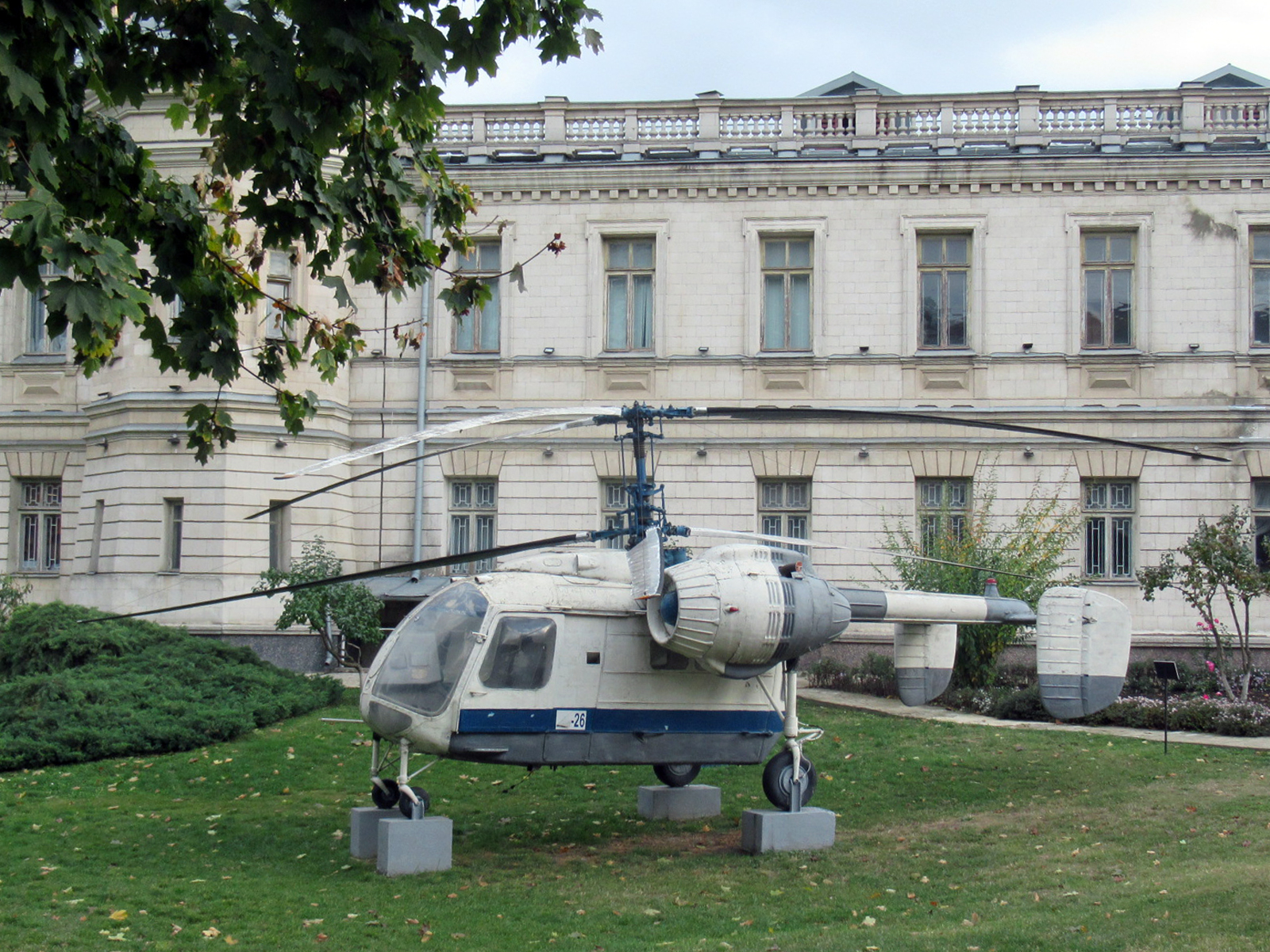
гелікоптер Ка-26
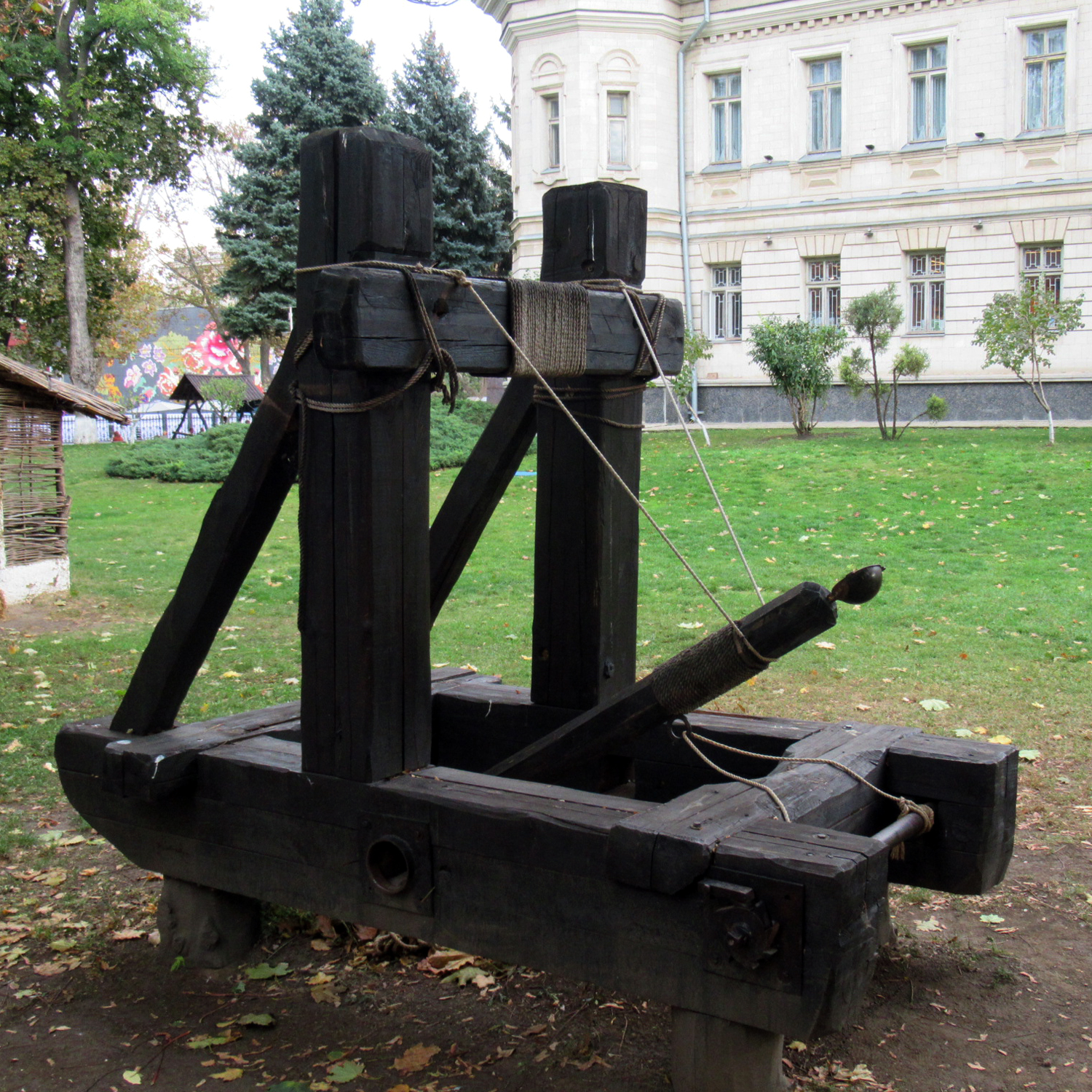
катапульта